# Lac des Perches
Lac des Perches là một hồ nước ở Haut-Rhin, Pháp. Nằm ở độ cao 984 m, diện tích bề mặt của nó là 0,044 km². Nó nằm về phía Alsace của dãy núi Vosges thuộc vùng Rimbach-près-Masevaux. Hồ nằm trong một quần thể đá granit cũ có niên đại từ Kỷ băng hà, dưới chân Tête des Perches có độ cao 1.222 m và phía đông của Haute Bers có độ cao 1.252 m so với mặt nước biển.
Tên Đức vào thế kỷ 19 của hồ là Sternsee (hồ của ngôi sao). Tên tiếng Pháp của hồ xuất phát từ một sự hiểu sai khái niệm địa danh Lac des Bers (Bers đề cập đến một loại đồng cỏ núi, như ở núi Haute Bers -một đỉnh núi của Vosges, đỉnh cao ở độ cao 1.252 mét so với mực nước biển- nằm về phía tây nam của hồ), được đọc thành Bärsch (từ cá rô trong tiếng Đức) và được dịch thành tên ngày nay của hồ.
Đó là một hồ sông băng đã bị phá hủy vào thế kỷ 16 để cung cấp năng lượng cho các lò rèn và cho các nhà máy dệt.

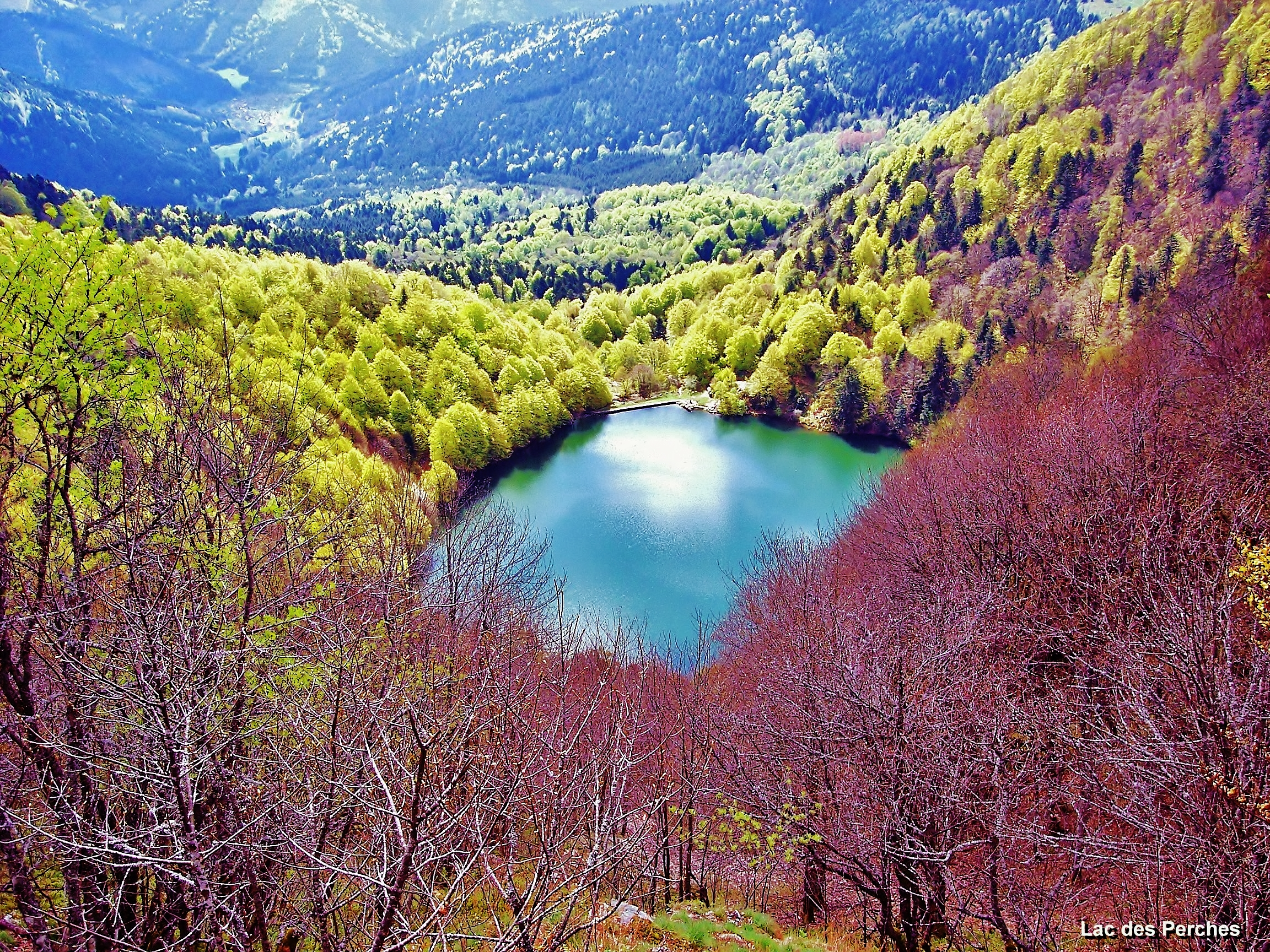
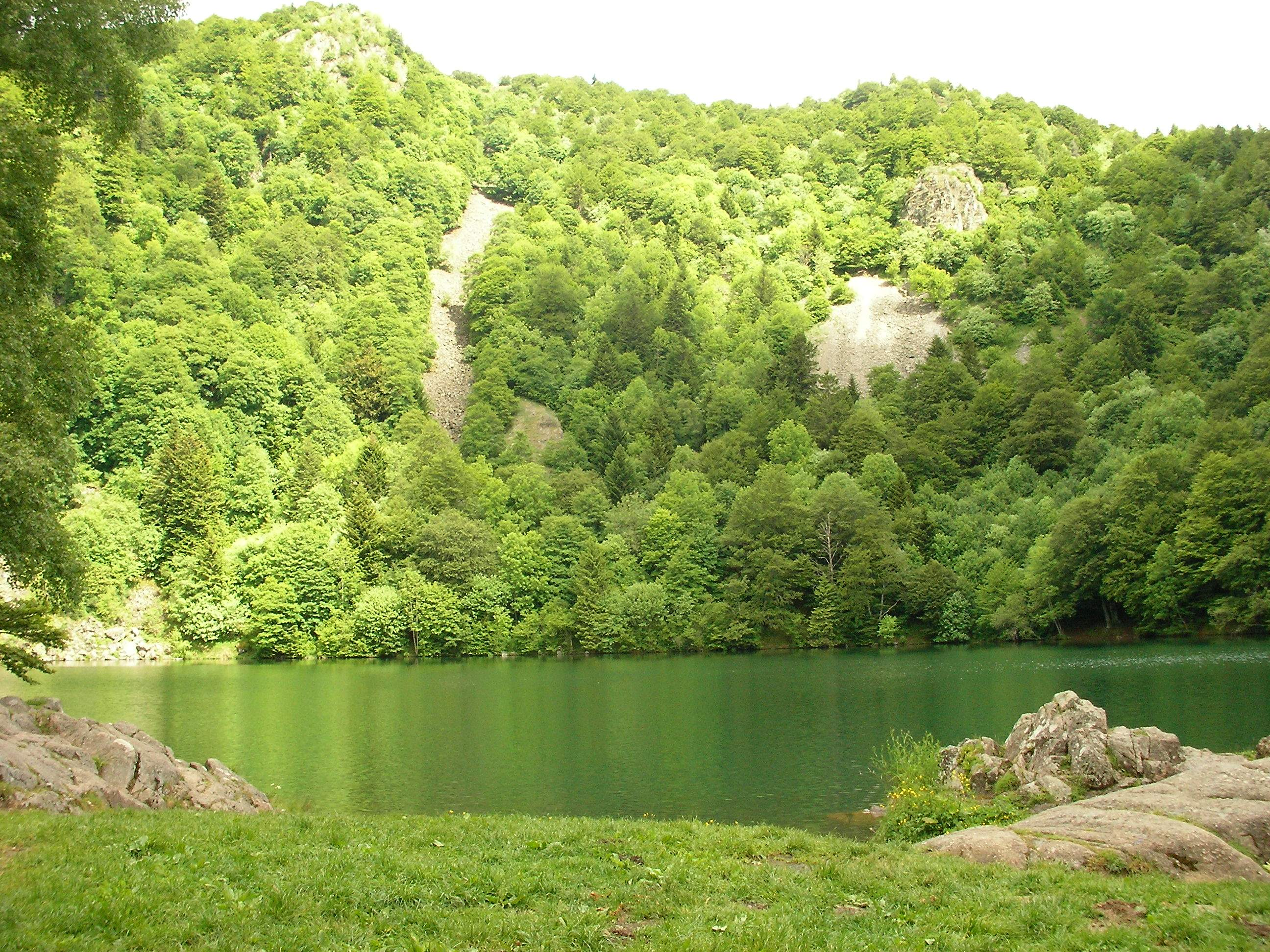